# Die Dame im Zug
Die Dame im Zug ist eine US-amerikanische Kriminalkomödie aus dem Jahr 1945. Das Drehbuch basiert auf dem gleichnamigen Roman von Leslie Charteris.

## Handlung
Die Schriftstellerin Nicki Collins ist mit dem Zug auf dem Weg zu ihrer Tante nach New York. Kurz vor der Ankunft wird sie durch das Zugfenster Zeugin des Mordes an dem Reeder Joseah Waring. Die Polizei glaubt Nicki nicht, denn sie ist als Schriftstellerin von Mysterykrimis bekannt. Nicki beginnt selber mit den Nachforschungen. In einer Wochenschau wird von Warings Tod berichtet. Hier jedoch wird angegeben, dass Waring durch einen Unfall beim Schmücken des Weihnachtsbaums in seinem Anwesen auf Long Island umgekommen sei. Nicki schleicht sich auf das Grundstück, wird jedoch von Arnold Waring, dem Neffen des Reeders, ertappt. Arnold hält Nicki für die Nachtclubsängerin Margo Martin, die Verlobte seines Onkels.
Nicki spielt mit und gibt sich als Margo aus. Sie ist bei der Testamentseröffnung dabei. In seinem letzten Willen übergeht der Reeder seine Familie und vermacht sein ganzes Vermögen seiner Verlobten. Nicki sucht Joseahs Räume und stößt auf die blutigen Schuhe, die das Mordopfer getragen hat. Mr. Saunders, der Sekretär des Reeders, beauftragt den Chauffeur Danny, das belastende Material aus Nickis Hotelzimmer wiederzubeschaffen. Nicki besucht den Nachtclub, in dem Margo auftritt. Als auch Arnold den Club betritt, sieht sich Nicki gezwungen, die Sängerin in ihrer Garderobe einzuschließen und an ihrer Stelle aufzutreten.
Nicki wird von Saunders und Danny aufgelauert, jedoch von ihrem Schriftstellerkollegen Wayne Morgan gerettet. Dabei wird Saunders getötet. Nickie und Wayne können mit den blutigen Schuhen aus dem Club schleichen, während Waynes Verlobte Joyce Williams sich von ihm trennt. Am nächsten Morgen werden beide wegen Mordverdachts verhaftet. Waynes Diener Maxwell reinigt die Schuhe des Mordopfers und zerstört damit den Beweis für den Mord an Joseah Waring. Arnold kann Nicki aus dem Gefängnis holen, doch sie flieht vor ihm, weil sie ihn für den Mörder hält. Sie sucht Schutz bei Jonathan Waring, Arnolds Bruder, der allerdings der wirkliche Mörder ist. Nicki erkennt die Wahrheit, als sie bemerkt, dass Jonathans Zimmer das Zimmer ist, in dem der Mord an Joseah geschah. Jonathan erklärt ihr, dass er sie umbringen und den Mord seinem Bruder in die Schuhe schieben werde.
Arnold kann Nicki retten. Doch Wayne, der ebenfalls aus dem Gefängnis freikam, hält nun Arnold für den Mörder und gibt Jonathan dessen Waffe zurück. Wayne wurde jedoch von der Polizei beschattet, die nun Jonathan festnehmen kann. Nicki und Wayne heiraten. Wayne muss, um die Flitterwochen beginnen zu können, seiner Ehefrau allerdings das Ende seines neuesten Buches verraten.

## Kritik
Das Lexikon des internationalen Films sieht in dem Werk eine „temporeiche Kriminalkomödie, die neben Spannung auch einigen Witz zu bieten hat.“
Bosley Crowther von der New York Times befand, man könne Deanna Durbin nicht allein für ihre scheußliche („unholy“) Darbietung verantwortlich machen. Der Film sei eine leere und sorglose kleine Geschichte.
Die Variety hingegen beschrieb den Film als eine Mystery-Komödie, die viel Spaß bereite, sowohl für die Krimi- als auch für die Komödienfans.

## Auszeichnungen
1946 wurde Bernard B. Brown in der Kategorie Bester Ton für den Oscar nominiert.

## Hintergrund
Die Uraufführung der Produktion von Universal Pictures fand am 3. August 1945 in Los Angeles statt. In Deutschland wurde der Film erstmals am 11. Mai 1991 im Rahmen einer TV-Premiere auf dem Sender DFF.